# Liste der Monuments historiques in Ley
Die Liste der Monuments historiques in Ley führt die Monuments historiques in der französischen Gemeinde Ley auf.

## Liste der Objekte
| Bezeichnung  | Beschreibung                                                  | Standort                       | Kennzeichnung | Schutzstatus | Datum | Bild |
| ------------ | ------------------------------------------------------------- | ------------------------------ | ------------- | ------------ | ----- | ---- |
| Kanzel       | Holz, zweite Hälfte des 18. Jahrhunderts                      | in der Kirche St-Martin (Lage) | PM57000877    | Inscrit      | 2002  |      |
| Josephsaltar | rechter Seitenaltar; Holz, zweite Hälfte des 18. Jahrhunderts | in der Kirche St-Martin (Lage) | PM57000876    | Inscrit      | 2002  |      |
| Marienaltar  | linker Seitenaltar; Holz, zweite Hälfte des 18. Jahrhunderts  | in der Kirche St-Martin (Lage) | PM57000875    | Inscrit      | 2002  |      |
| Beichtstuhl  | Holz, um 1800                                                 | in der Kirche St-Martin (Lage) | PM57000878    | Inscrit      | 2002  |      |